# Cocal
Cocal, também conhecido como Cocal da Estação, é um município brasileiro do estado do Piauí. Sua população recenseada em 2022 era de 28.212 habitantes. Possui uma área de 918,68 km² e esta a uma altitude de 160 metros.

## História
Cocal recebeu status de município em 22 de agosto de 1948, com território desmembrado do município de Parnaíba.

## Galeria

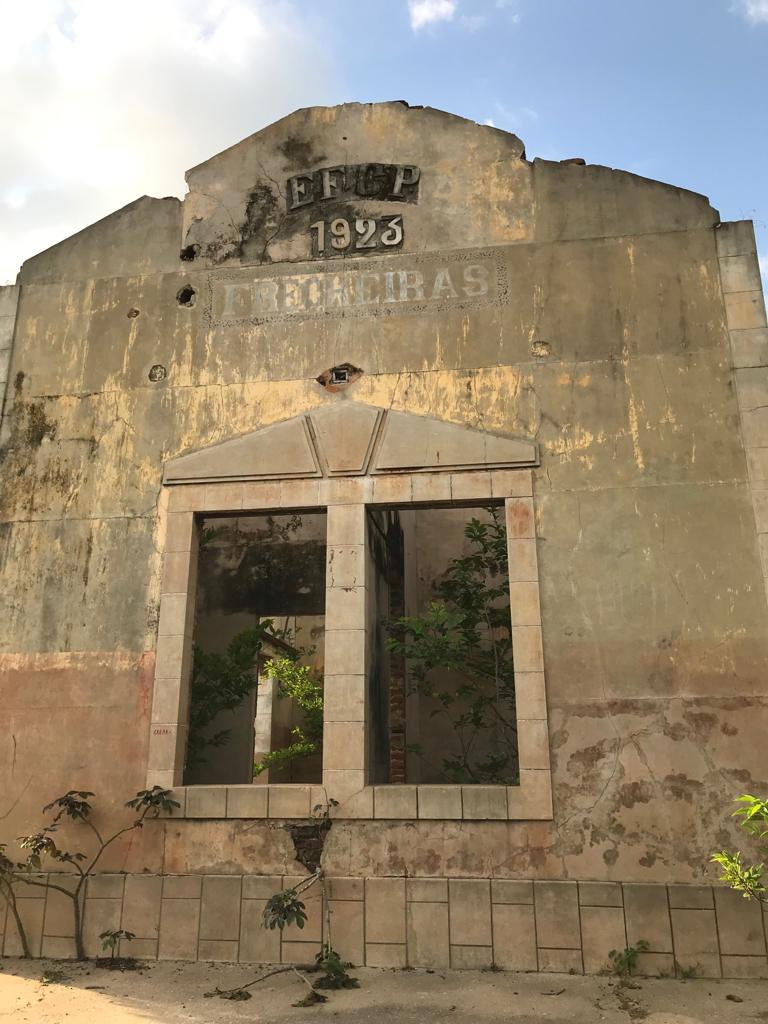
Ruínas da Estação Ferroviária de Freixeiras
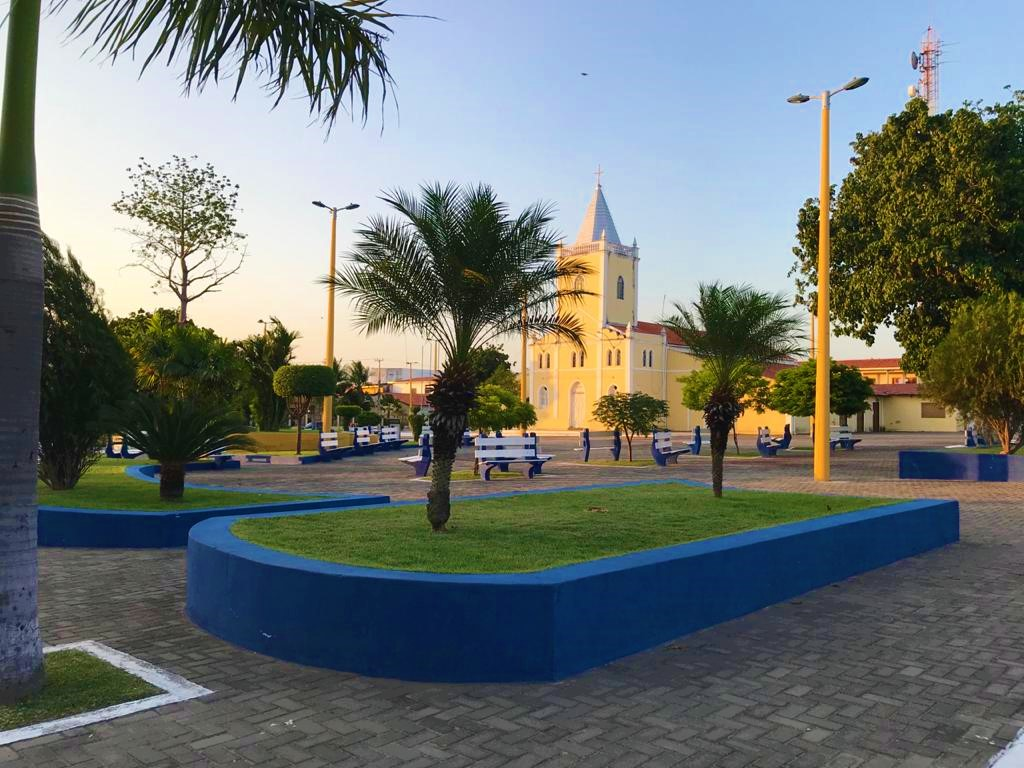
Praça principal da cidade.
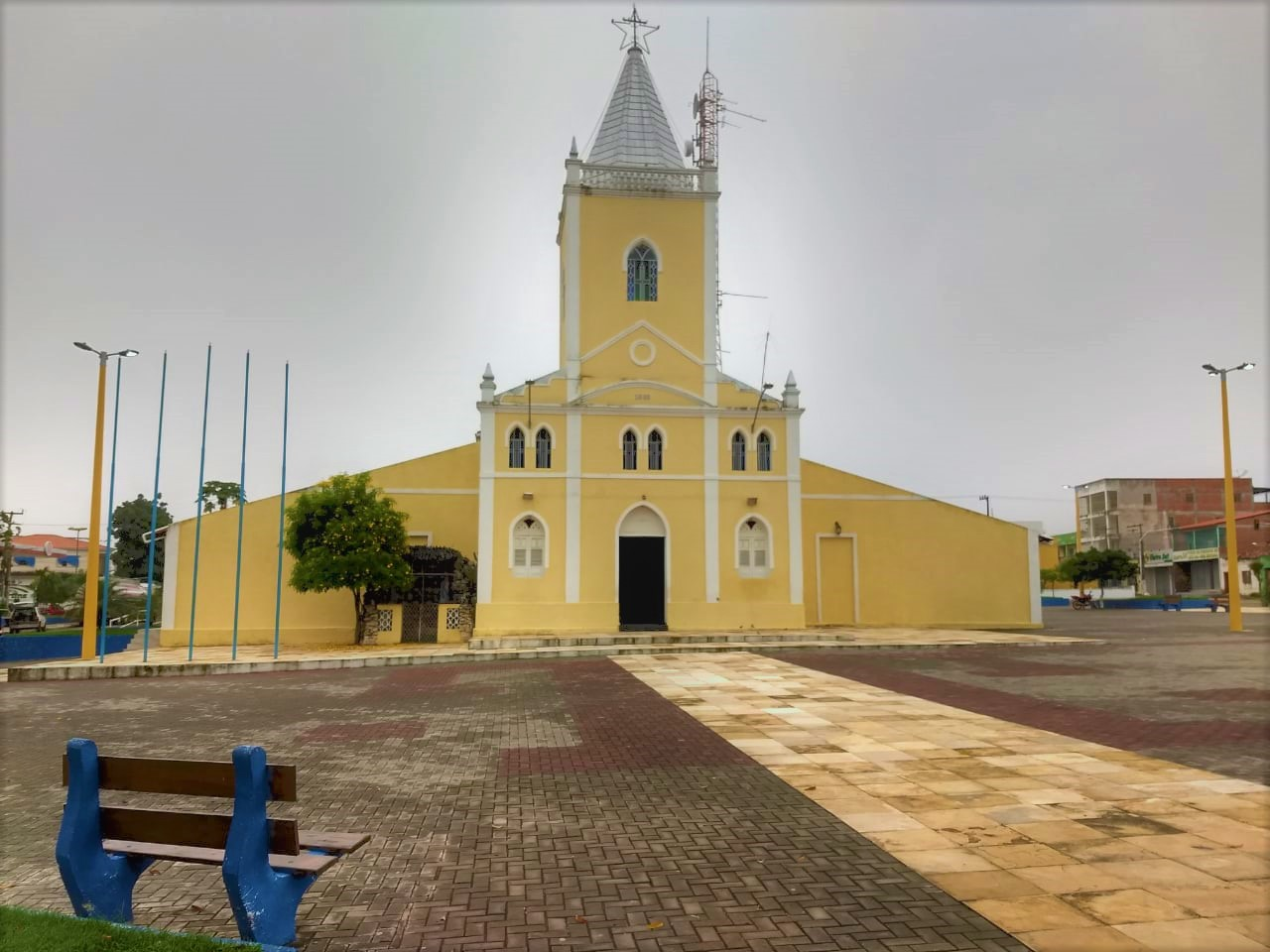
Igreja matriz.